# Eli Bard
Eli Bard (nacido Eliphas) es un personaje ficticio, un supervillano de cómic del universo de Marvel Comics. Es miembro de los Purificadores y un enemigo de los X-Men.

## Biografía ficticia del personaje
La historia de fondo de Eli Bard se cuenta a través de un flashback, por  Sendero de Guerra, al resto de los X-Force en X-Force #11 (2009). James obtuvo esta información a través de una visión con la ayuda de Ghost Rider.
Eli Bard nació como "Eliphas" durante el Imperio Romano. Fue reconocido como un soldado excepcional hasta que una lesión con una lanza terminó con su carrera militar. Durante un tiempo trabajó sin éxito como poeta hasta que conoció a Aurelia, una de las mujeres más poderosas de Roma. Pronto se casó con ella y consiguió un puesto en el Senado. Como senador respetado era conocido como un gran orador y amigo del ejército. Su esposa lo dejó por un general llamado Mascio que conspiró para quitarle su escaño en el Senado.
Abandonado y sin nada, Eliphas fue abordado por  Selene, quien le ofreció la inmortalidad a cambio de ayudar a matar y absorber toda alma en Roma. Eliphas dibujó pentagramas y realizó rituales en varios lugares de la ciudad, pero advirtió a una niña pequeña para que huyera con su familia. El padre de la niña alertó a las autoridades y Eliphas y Selene fueron capturados antes de que el hechizo pudiera llevarse a cabo. Justo antes de que fueran quemados en la hoguera Selene mató a los guardias. Maldijo a Eliphas por su traición con una vida eterna de tortura convirtiéndolo en una criatura vampírica. Eliphas fue enterrado vivo durante 700 años hasta que un granjero lo descubrió en su campo. Eliphas lo mató con una mordedura rápida en la yugular y pasó cientos de años buscando a Selene. Formó parte de la ancestral tribu Apache de Sendero de Guerra. Ellos descubrieron que era un vampiro, pero no pudieron impedir que acabara con casi toda la tribu.
Eliphas, que en algún momento en el tiempo cambió su nombre por el de "Eli Bard," por fin encuentra a Selene en Nova Roma, donde fue adorado como un dios. Todavía enamorado de ella a pesar de su maldición, Bard comprendió que debía hacerle una ofrenda antes de acercársele.
Bard más tarde se unió a los Purificadores, un grupo terrorista anti-mutante. Durante este tiempo, trabajó diligentemente para promover los objetivos de estos. En secreto, sin embargo, había esperado a sacrificar miles de almas de los Purificadores utilizando el mismo ritual de Roma con el fin de llamar la atención de Selene. Ayudó en la resurrección de  Bastion, pero el androide sospechaba de él ya que no lo conocía. Después de ver a este reprogramar un descendiente de  Magus, él cambió su plan y en su lugar resucitó con el Virus Tecno-Orgánico Transmode a los cadáveres en el cementerio de la tribu Apache que había diezmado varias décadas antes y que había absorbido de un descendiente de Magus. Entre los cuerpos reanimados estaban los de los mutantes Caliban y Ave de Trueno. Presentó a Caliban a Selene y declaró que tenía la intención de utilizar sus capacidades de seguimiento de mutantes para localizar a los mutantes fallecidos y reanimarlos para formar un ejército, una oferta que ella aceptó.
Eli Bard aparece con Caliban y  Ruina junto a la tumba de  Doug Ramsey en X-Force #18 (2009). Él utiliza el virus para resucitar a una gran variedad de mutantes, incluyendo a Cifra,  Banshee, los  Infernales originales, Risque, Pyro y  Destino.
En X-Force #21 los planes de Selene culminan cuando Bard utiliza el virus para resucitar a toda la población mutante fallecida de Genosha.
Cuando Bard volvió a los cementerios de la tribu de Proudstar a resucitar a Caliban y Ave de Trueno, los espíritus de la tribu se levantaron para proteger a las personas allí enterradas. Eli los atacó con un cuchillo místico de Selene, transformándolos en un Oso Demonio. Después de huir de la batalla deja el arma atrás sin saber que era fundamental en los planes de Selene. A continuación es enviado a Utopía a recuperarla tomando a Sendero de Guerra como rehén en el proceso. Cuando regresa con el arma y el rehén, Selene lo mata apuñalándolo en el corazón y dejándolo reducido a huesos.

## Poderes y habilidades
A través de la maldición mágica de Selene, Eli Bard se convirtió en un ser vampírico inmortal. A diferencia del vampirismo psíquico de Selene, Bard parece ser de la variedad más tradicional de beber sangre. Como tal ha incrementado su velocidad y su fuerza y es difícil (si no imposible) matarlo. También tiene un conocimiento limitado de la magia. Demostró habilidades mortales en el combate mano a mano logrando dominar y casi matar a X-23.
Bard ha sido alterado a nivel molecular por el virus tecnoorgánico Transmode tomado del Tecnarca bajo control de los Purificadores. El virus le da la capacidad de controlar a los que resucita. El virus tiene el potencial de proporcionar el cambio de forma y otras habilidades sobrehumanas.